# Young Fathers
Young Fathers is een Schotse hiphopband. Ze waren de winnaars in 2014 van de Mercury Prize met hun album DEAD.
Qua festivaloptredens in de Lage Landen stonden ze in 2013 onder meer op het podium van Le Guess Who?, in 2014 op Pukkelpop, in 2015 op Down The Rabbit Hole en in 2016 op Couleur Café. 
Op donderdag 27 juni 2024 stonden ze in het voorprogramma van Massive Attack tijdens het SpoorparkLive Festival in Tilburg Tijdens het optreden van Massive Attack betraden ze ook het podium en speelden samen 3 nummers. 
Young Fathers maakte in 2025 de muziek voor de film 28 Years Later van Danny Boyle.

## Discografie
Albums
- 2013: TAPE ONE
- 2013: TAPE TWO
- 2014: DEAD
- 2015: White Man Are Black Men Too
- 2018: Cocoa Sugar
- 2023: Heavy Heavy

Singles
- 2014: GET UP
- 2014: Nicotine Love (Young Fathers Remix)
- 2014: Soon Come Soon
- 2017: Only God Knows
- 2017: Lord
- 2018: Toy
- 2018: In My View
- 2018: Border Girl / Cocoa Suger
- 2022: Geronimo
- 2022: I Saw
- 2022: Tell Somebody
- 2023: Rice